# Études d'audiovisuel en France
En France, en plus des formations directement délivrées par les universités, il y a cinq écoles nationales supérieures (réparties sur six campus), très sélectives sur concours, formant au cinéma et à l'audiovisuel :
- La Fémis à Paris, associée à l'université PSL ;
- l'ENS Louis Lumière à Saint-Denis, associée aux universités Paris 8 et Paris-Nanterre ;
- La CinéFabrique à Lyon, associée à l'université Lumière Lyon 2 ; ainsi qu'à Marseille où une nouvelle école CinéFabrique est ouverte en 2023 (sans lien avec l'université de Marseille) doublant les effectifs et ouvrant deux nouvelles sections : VFX et Décors
- l'ENSAV à Toulouse, associée à l'université Toulouse-Jean-Jaurès ;
- La SATIS (Sciences Arts et Techniques de l’Image et du Son) département de l'université Aix-Marseille, situé à Aubagne officiellement devenu la cinquième école nationale supérieure cinéma et audiovisuel depuis 2022[2].

À ces six écoles publiques viennent s'ajouter seulement 2 grandes écoles privées reconnues par l'État, généralement moins sélectives que les écoles publiques, et délivrant un diplôme visé par le ministère de l'Enseignement supérieur, de la Recherche et de l'Innovation :
- l'ESRA à Paris et Nice, associée de l'Université Côte d'Azur.
- et 3IS à Élancourt (Yvelines) ;

À ces huit grandes écoles, viennent également s'ajouter les formations publiques délivrées par les universités ainsi qu'une dizaine d'écoles privées non reconnues par l'État, mais délivrant - pour certaines - un titre certifié par le ministère du Travail, du Plein emploi et de l'Insertion.

## Historique
La première école de cinéma publique au monde fut celle des Frères Lumière. En 1887, ils créaient une école d'opérateur. Ces derniers serviraient à promouvoir le cinéma partout dans le monde.
En 2015, l'Ecole nationale supérieure de cinéma La CinéFabrique est créée à Lyon. Elle acquiert rapidement une grande notoriété, si bien que La Fémis et l'École nationale supérieure Louis Lumière pensent à repenser leurs structures en s'inspirant de la pédagogie innovante de la CinéFabrique.[réf. nécessaire]

## Liste des écoles et formations

### Écoles délivrant un diplôme national ou visé en cinéma et audiovisuel
| [ 3 ]           | [ 4 ]           | École                                                                                | Formations dispensées                                                             | Université ou établissement de rattachement     | Date de création |
| --------------- | --------------- | ------------------------------------------------------------------------------------ | --------------------------------------------------------------------------------- | ----------------------------------------------- | ---------------- |
| 1               | Non concerné    | École nationale supérieure des métiers de l'image et du son La Fémis (membre CILECT) | Diplôme de l'École nationale supérieure des métiers de l'image et du son (niv. 7) | Université PSL                                  | 1943             |
| 2               | Non concerné    | École nationale supérieure Louis Lumière (membre CILECT)                             | Diplôme de l'École nationale supérieure Louis-Lumière spécialité cinéma (niv. 7)  | Université Paris 8 et Université Paris-Nanterre | 1926             |
| Hors classement | Hors classement | École nationale supérieure de cinéma La CinéFabrique                                 | Licence professionnelle Techniques du son et de l'image                           | Université Lumière Lyon 2                       | 2015             |
| Hors classement | 10              | École nationale supérieure d'audiovisuel (membre CILECT)                             | Licence, Master Création audiovisuelle                                            | Université Toulouse Jean Jaurès                 | 1978             |
| 7               | Hors classement | École supérieure de l’audiovisuel et des médias numériques INA Sup (membre CILECT)   | BTS, Diplôme et Master INA                                                        | Université Paris-Panthéon-Assas                 | 1975             |
| Hors classement | Non concerné    | Institut européen du cinéma et de l'audiovisuel                                      | Master Cinéma et Audiovisuel                                                      | Université de Lorraine                          | 1984             |

| [ 3 ] | [ 4 ]           | École                                                                       | Titre du diplôme délivré                                                                                               | Université ou établissement de rattachement | Date de création |
| ----- | --------------- | --------------------------------------------------------------------------- | --- | ------------------------------------------- | ---------------- |
| 3     | Hors classement | École supérieure de réalisation audiovisuelle Paris et Nice (membre CILECT) | Diplôme d'études supérieures de réalisation audiovisuelle (DESRA, niv. 6)                                              | Université Côte d'Azur (ESRA Nice)          | 1972             |
| 3     | Hors classement | École supérieure de réalisation audiovisuelle Paris et Nice (membre CILECT) | Diplôme des Hautes Etudes Cinématographiques (DHEC, niv. 7) de l'ESRA Paris et Nice                                    | Université Côte d'Azur (ESRA Nice)          | 1972             |
| 5     | 6               | Institut international de l'image et du son Paris (membre CILECT)           | Diplôme d'études supérieures en techniques de l'image et du son, cinéma et audiovisuel (DESTIS, niv. 6) de 3iS à Paris | N/A                                         | 1988             |

| [ 3 ]           | École                                                            | Formation dispensée                                             | Université ou établissement de rattachement | Date de création |
| --------------- | ---------------------------------------------------------------- | --------------------------------------------------------------- | ------------------------------------------- | ---------------- |
| 6               | École internationale de création audiovisuelle et de réalisation | Brevet de technicien supérieur - Métiers de l'audiovisuel (BTS) | N/A                                         | 1972             |
| Hors classement | Institut supérieur de l'audiovisuel                              | Brevet de technicien supérieur - Métiers de l'audiovisuel (BTS) | N/A                                         |                  |
|                 | Les Ateliers de l'Image et du Son (AIS)                          | Brevet de technicien supérieur - Métiers de l'audiovisuel (BTS) | Aix-Marseille                               | 2007             |

### Universités proposant un cursus en cinéma et audiovisuel
| Classement Eduniversal Licences 2022 | Université ou établissement de rattachement | UFR, faculté                              | Formations dispensées                                                                 |
| ------------------------------------ | ------------------------------------------- | ----------------------------------------- | ------------------------------------------------------------------------------------- |
| 4                                    | Université Panthéon-Sorbonne                | École des Arts de la Sorbonne             | Licence et Master Cinéma Audiovisuel                                                  |
| Hors classement                      | Université Sorbonne-Nouvelle                | Département Cinéma et audiovisuel (CAV)   | Licence et Master Cinéma Audiovisuel                                                  |
| Hors classement                      | Université Paris 8 Vincennes Saint-Denis    | Département Cinéma et audiovisuel         | Licence et Master Cinéma Audiovisuel                                                  |
| 2                                    | Université polytechnique Hauts-de-France    | Faculté des Sciences et Technologies      | Licence Audiovisuel et Médias Numériques                                              |
| Hors classement                      | Université Gustave Eiffel                   | UFR Lettres, Arts, Création, Technologies | Licence, Master Arts, Cinéma et audiovisuel                                           |
| Non concerné                         | Université Rennes 2                         | UFR Arts, Lettres, Communication          | Master Cinéma et audiovisuel                                                          |
| Hors classement                      | Université de Bretagne-Occidentale          | Image & Son Brest                         | Licence, Master Image et son                                                          |
| Non concerné                         | Aix-Marseille Université                    | SATIS Aix-Marseille                       | Master Cinéma et audiovisuel                                                          |
| Hors classement                      | Université de Strasbourg                    | Faculté des Arts de Strasbourg            | Licence Études cinématographiques, Master Études cinématographiques et audiovisuelles |

### Lycées (STS) proposant un BTS en cinéma et audiovisuel
- Brevet de technicien supérieur - Métiers de l'audiovisuel (dit BTS Audiovisuel). Cette formation n'est pas à proprement parler une formation aux métiers du cinéma (pas de technologie des caméras film ni de tournage film au programme, par exemple) mais aux métiers de l'audiovisuel principalement en vidéo. Elle permet néanmoins d'intégrer une école supérieure ou d'accéder, en évolution de carrière, à certains métiers du cinéma.

### Écoles non reconnues délivrant un titre certifié par l'État
| Classement L'Étudiant 2016 | Classement Eduniversal Licences 2022 | École                                                              | Formation dispensée                                                                           | Université ou établissement de rattachement    | Date de création |
| -------------------------- | ------------------------------------ | ------------------------------------------------------------------ | --------------------------------------------------------------------------------------------- | ---------------------------------------------- | ---------------- |
| Hors classement            | Non concerné                         | Conservatoire européen d'écriture audiovisuelle                    | Titre certifié niv. 7 du Conservatoire européen d'écriture audiovisuelle                      | Centre national du cinéma et de l’image animée | 1996             |
| 4                          | 9                                    | Conservatoire libre du cinéma français                             | Titre certifié niv. 6 du Conservatoire libre du cinéma français                               | N/A                                            | 1963             |
| Hors classement            | Hors classement                      | Institut international de l'image et du son Bordeaux, Lyon, Nantes | Titres certifiés niv. 6 de 3iS à Bordeaux, Lyon et Nantes                                     | N/A                                            |                  |
| Hors classement            | Hors classement                      | École supérieure de réalisation audiovisuelle Bretagne             | Titres certifiés niv. 6 de l'ESRA à Rennes                                                    | N/A                                            |                  |
| 6                          | Hors classement                      | École internationale de création audiovisuelle et de réalisation   | Titres certifiés niv. 6 de l'École internationale de création audiovisuelle et de réalisation | N/A                                            | 1972             |
| 9                          | Hors classement                      | École supérieure d'études cinématographiques                       | Titre certifié niv. 6 de l'École supérieure d'études cinématographiques                       | N/A                                            | 1973             |
| Hors classement            | Hors classement                      | École de la Cité                                                   |                                                                                               | N/A                                            |                  |

## Classes préparatoires aux grandes écoles de cinéma
| Intitulé de la préparation   | Établissement                                      | Ville                        |
| ---------------------------- | -------------------------------------------------- | ---------------------------- |
| Classe Préparatoire Ciné-Sup | Lycée Gabriel-Guist'hau et Université Paris 1      | Nantes (Loire-Atlantique)    |
| CPES Cinéma                  | Lycée Marseilleveyre et Université d'Aix-Marseille | Marseille (Bouches-du-Rhône) |
| Classe MANCAV                | Lycée Robert Doisneau                              | Corbeil-Essonnes (Essonne)   |
| Classe MANCAV                | Lycée Henri Poincaré                               | Nancy (Meurthe-et-Moselle)   |
| Ciné-Prépa                   | Lycée Post-Bac Saliège                             | Balma (Haute-Garonne)        |
| Prépa Cinéma                 | Prép'Art                                           | Paris                        |
| Classe MANCAV                | Les Ateliers de l'Image et du Son (AIS)            | Marseille                    |